# Actephila lindleyi
Actephila lindleyi är en emblikaväxtart som först beskrevs av Ernst Gottlieb von Steudel, och fick sitt nu gällande namn av Airy Shaw. Actephila lindleyi ingår i släktet Actephila och familjen emblikaväxter. Inga underarter finns listade i Catalogue of Life.